# Гуженайм
Гуженайм (фр. Gougenheim) — коммуна на северо-востоке Франции в регионе Гранд-Эст (бывший Эльзас — Шампань — Арденны — Лотарингия), департамент Нижний Рейн, округ Саверн, кантон Буксвиллер. До марта 2015 года коммуна административно входила в состав упразднённого кантона Трюштерсайм (округ Страсбур-Кампань).
Площадь коммуны — 6,58 км², население — 465 человек (2006) с тенденцией к росту: 549 человек (2013), плотность населения — 83,4 чел/км².

## Население
Население коммуны в 2011 году составляло 564 человека, в 2012 году — 557 человек, а в 2013-м — 549 человек.
| 1962 | 1968 | 1975 | 1982 | 1990 | 1999 | 2006 | 2008 | 2011 | 2012 | 2013 |
| ---- | ---- | ---- | ---- | ---- | ---- | ---- | ---- | ---- | ---- | ---- |
| 381  | 344  | 512  | 620  | 363  | 380  | 465  | 524  | 564  | 557  | 549  |

Динамика населения:

## Экономика
В 2010 году из 367 человек трудоспособного возраста (от 15 до 64 лет) 281 были экономически активными, 86 — неактивными (показатель активности 76,6 %, в 1999 году — 74,0 %). Из 281 активных трудоспособных жителей работали 270 человек (140 мужчин и 130 женщин), 11 числились безработными (7 мужчин и 4 женщины). Среди 86 трудоспособных неактивных граждан 32 были учениками либо студентами, 41 — пенсионерами, а ещё 13 — были неактивны в силу других причин.

## Достопримечательности (фотогалерея)

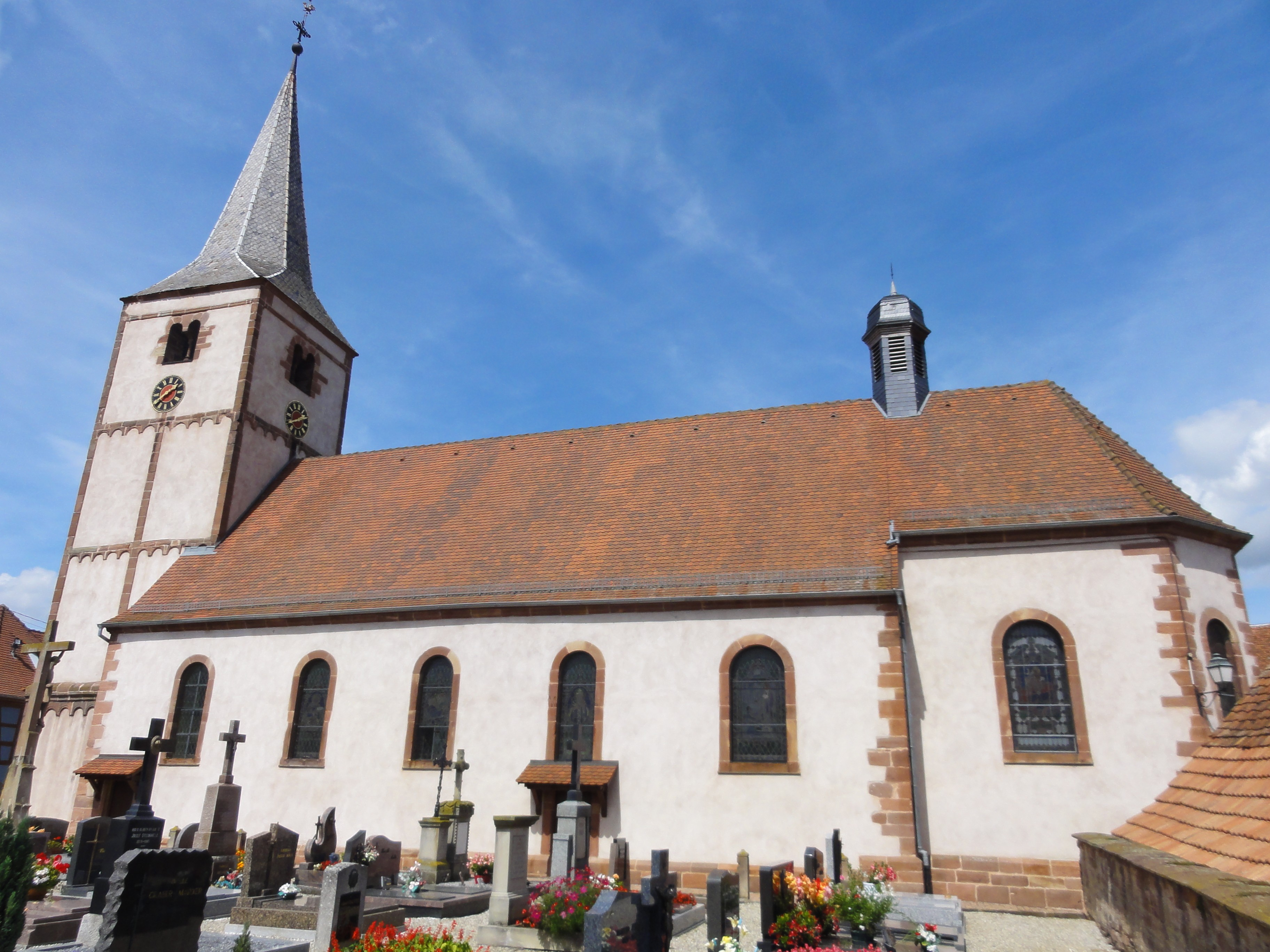
Церковь Сен-Лорен
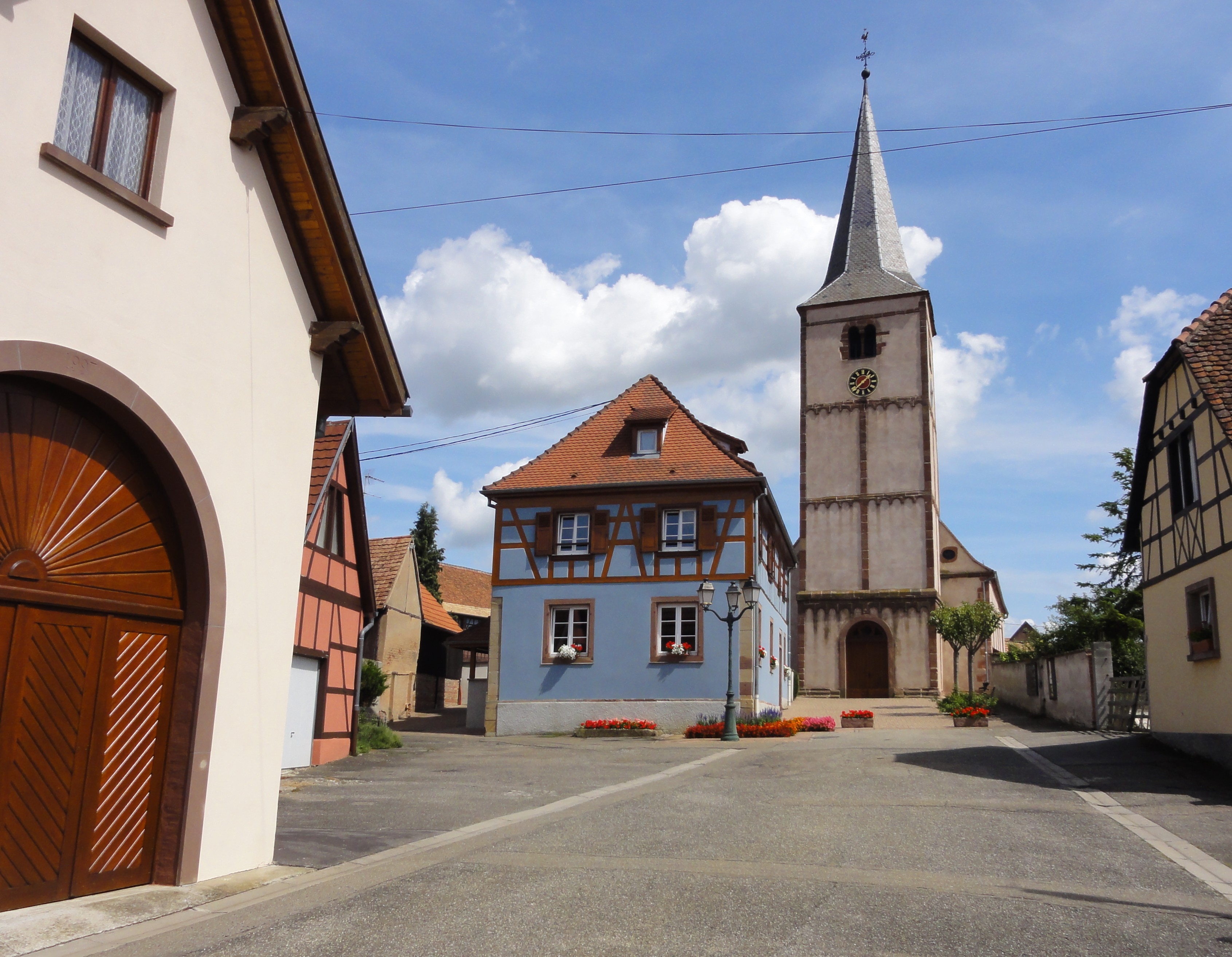
Колокольня церкви Сен-Лорен
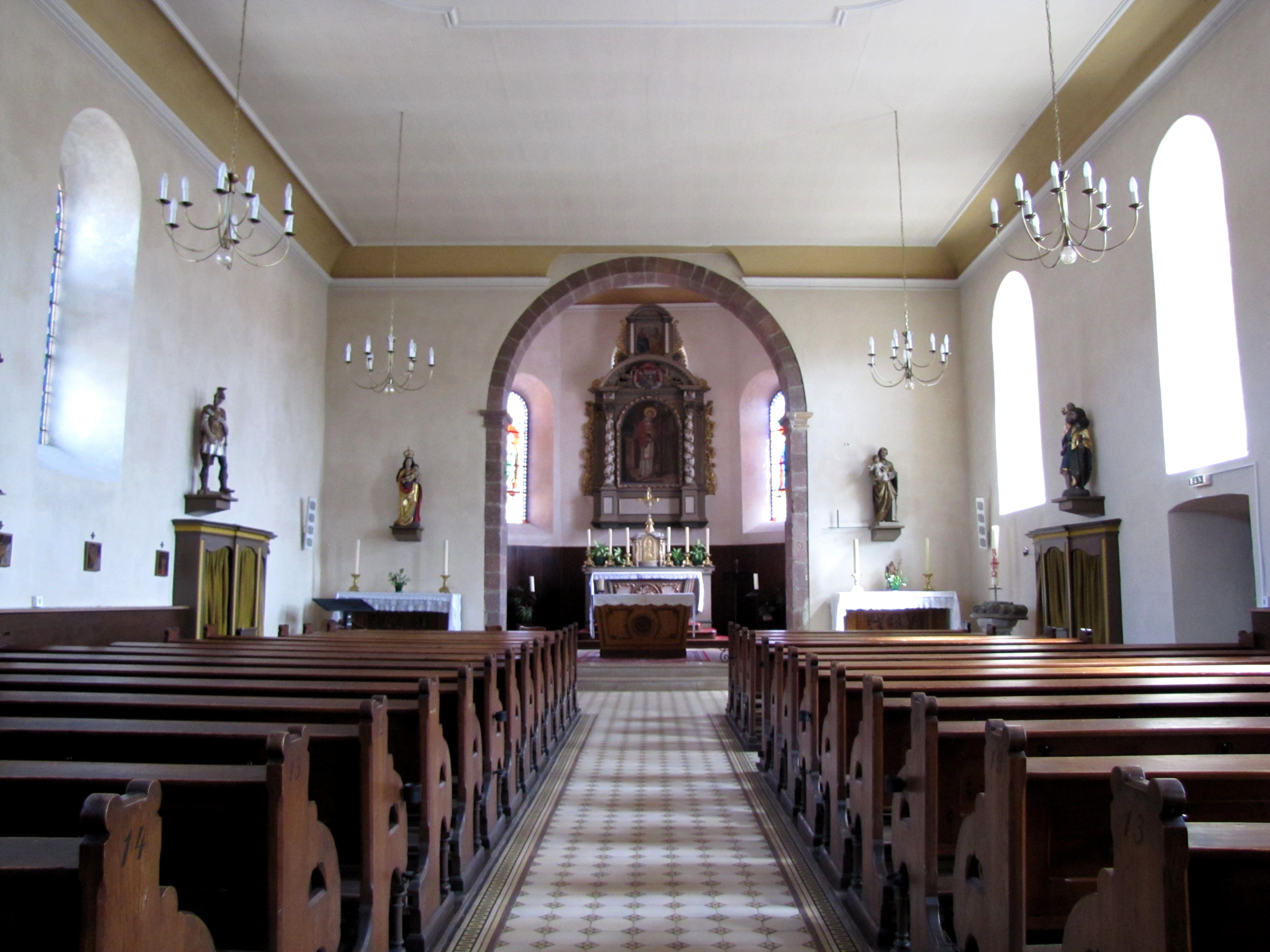
Интерьер церкви
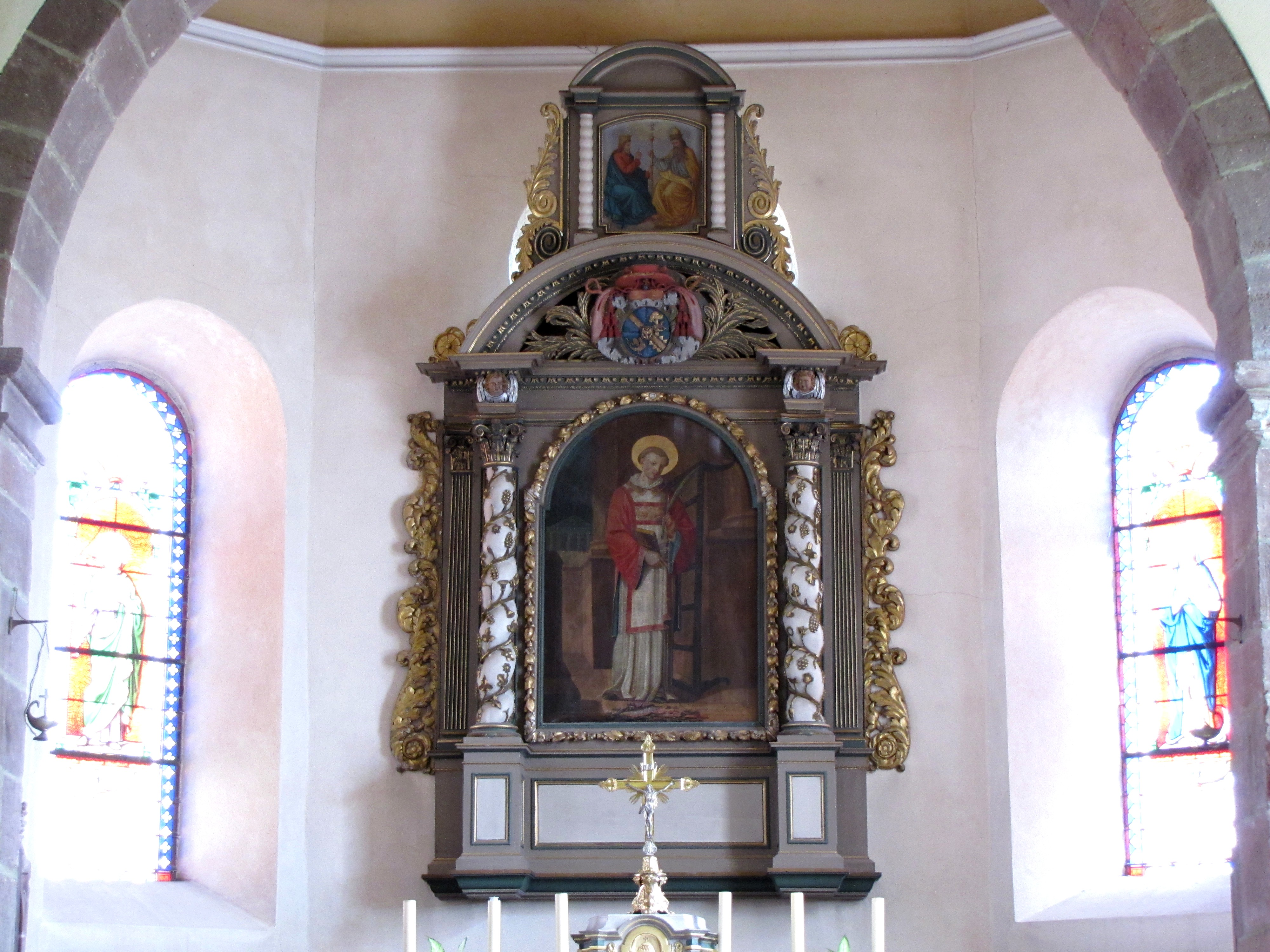
Алтарь
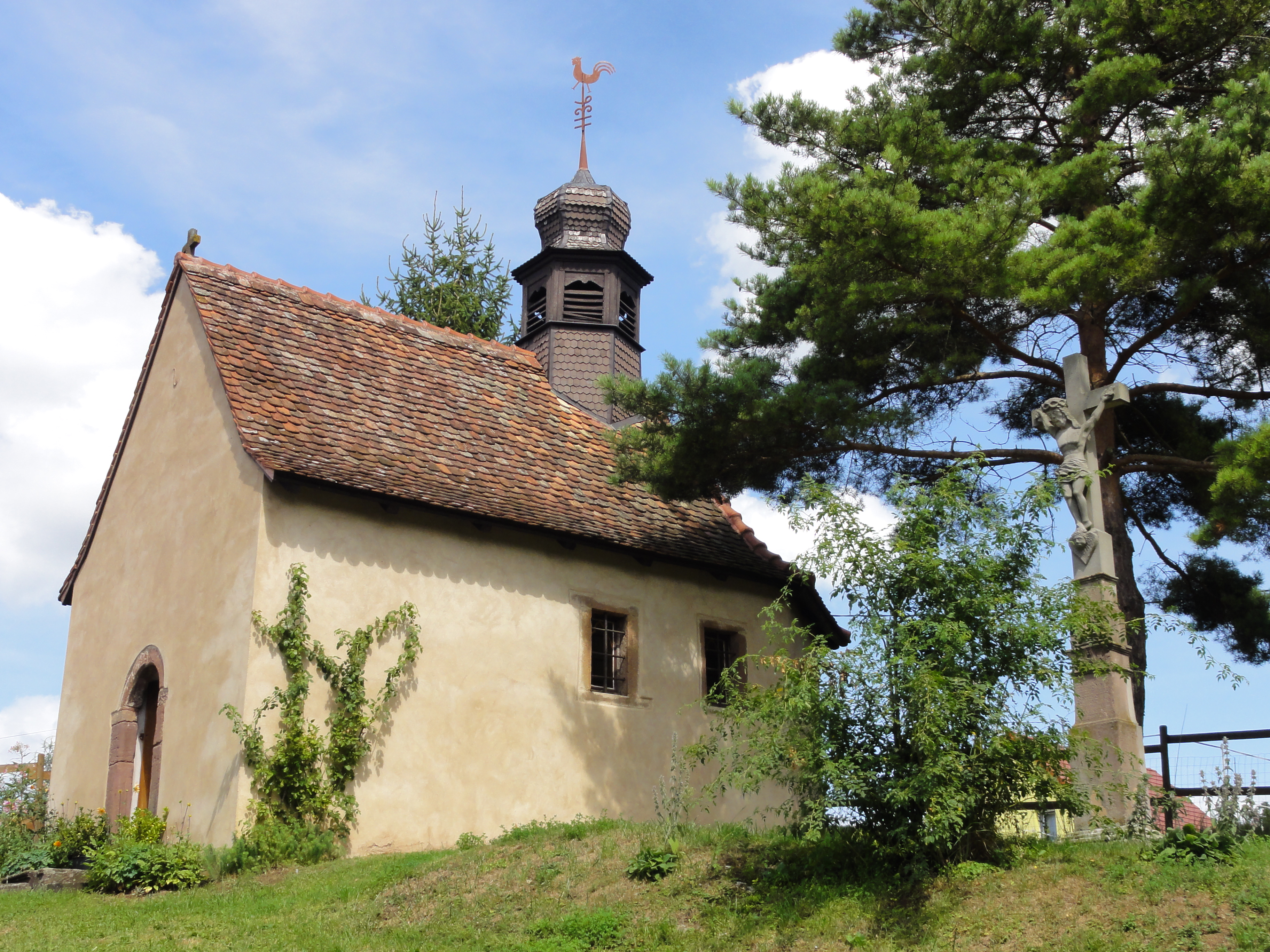
Часовня Сен-Лорен
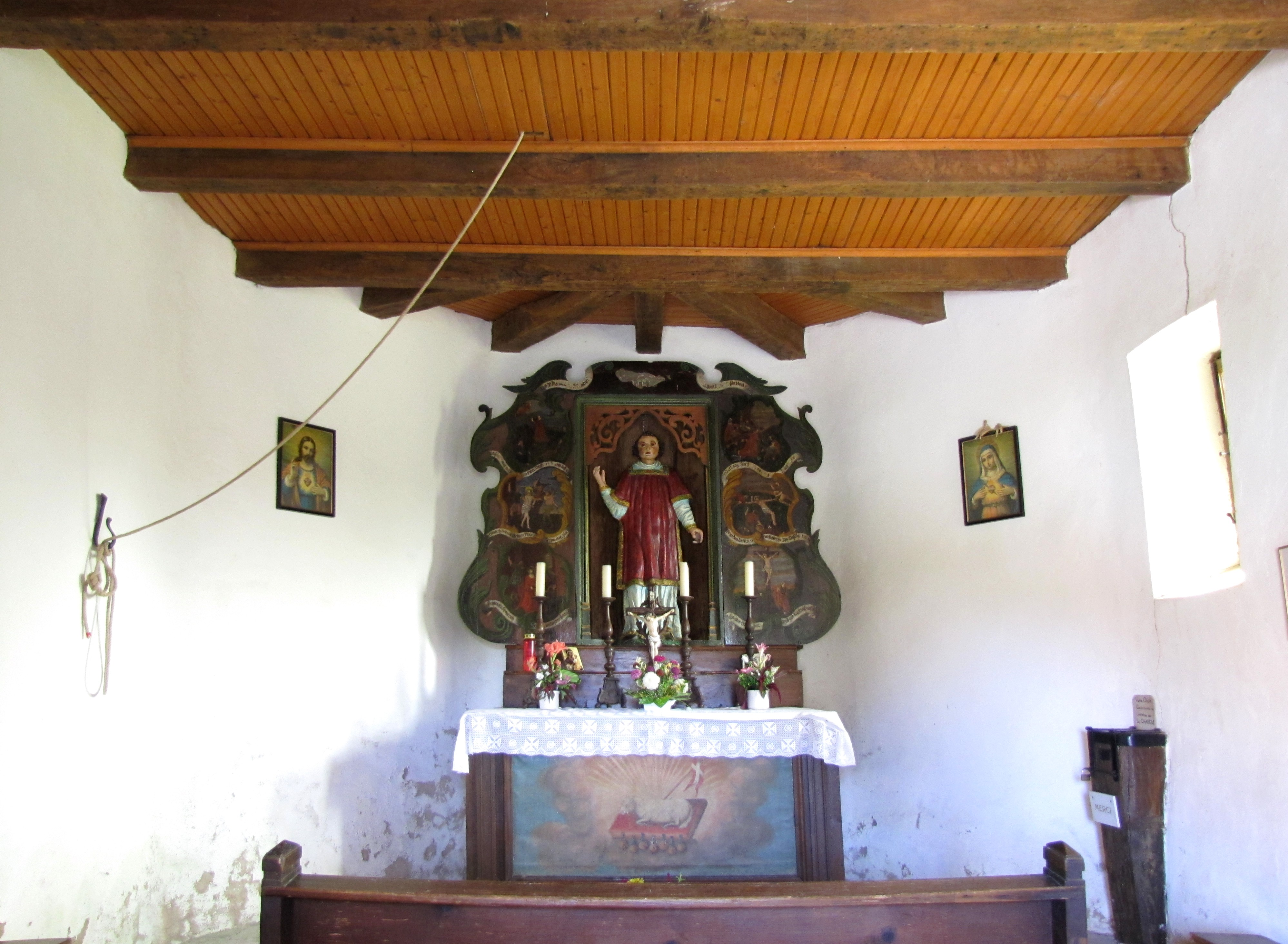
Интерьер часовни